# Selliguea stewartii
Selliguea stewartii är en stensöteväxtart som först beskrevs av Richard Henry Beddome, och fick sitt nu gällande namn av S.G.Lu, Hovenkamp och M.G.Gilbert. Selliguea stewartii ingår i släktet Selliguea och familjen Polypodiaceae. Inga underarter finns listade.